# سيلولة (ابغاغزة)
سيلولة هي إحدى مشيخات المملكة المغربية، تتبع جغرافيا لإقليم تطوان وإداريًا لابغاغزة. يقدر عدد سكانها بـ 6457 نسمة حسب الإحصاء الرسمي للسكان والسكنى لسنة 2004.